# جک فیچت
جک فیچت (انگلیسی: Jack Fitchett؛ زادهٔ ۱۸۷۹) بازیکن فوتبال اهل بریتانیا است.
از باشگاه‌هایی که در آن بازی کرده‌است می‌توان به باشگاه فوتبال فولام، باشگاه فوتبال بولتون واندررز، باشگاه فوتبال ساوت‌همپتون، باشگاه فوتبال اکستر سیتی، باشگاه فوتبال منچستر سیتی، باشگاه فوتبال منچستر یونایتد، و باشگاه فوتبال پلیموث آرگیل اشاره کرد.